# Рокестерон (кантон)
Рокестеро́н (фр. Roquesteron) — упразднённый кантон во Франции, в регионе Прованс — Альпы — Лазурный Берег, департамент Приморские Альпы. Входил в состав округа Ницца. Код INSEE кантона — 06 20.
До марта 2015 года в состав кантона Рокестерон входило 9 коммун, административный центр располагался в коммуне Рокестерон.

## Состав кантона
| Коммуна       | Население, чел. (1999) | Почтовый индекс | Код INSEE |
| ------------- | ---------------------- | --------------- | --------- |
| Бонсон        | 601                    | 06830           | 06021     |
| Жилет         | 1254                   | 06830           | 06066     |
| Кюэбри        | 180                    | 06910           | 06052     |
| Пьерфё        | 243                    | 06910           | 06097     |
| Ревест-ле-Рош | 162                    | 06830           | 06100     |
| Рокестерон    | 511                    | 06910           | 06106     |
| Сигаль        | 181                    | 06910           | 06135     |
| Тудон         | 227                    | 06830           | 06141     |
| Турет-дю-Шато | 116                    | 06830           | 06145     |

## Население
Население кантона на 2007 год составляло 3 875 человек.
| 1962 | 1968 | 1975 | 1982 | 1990 | 1999  | 2006 | 2007  | 2008 |
| ---- | ---- | ---- | ---- | ---- | ----- | ---- | ----- | ---- |
| —    | —    | —    | —    | —    | 3 415 | —    | 3 875 | —    |

По закону от 17 мая 2013 и декрету от 24 февраля 2014 года количество кантонов в департаменте Приморские Альпы уменьшилось с 52-х до 27-ми. Новое территориальное деление департаментов на кантоны вступило в силу во время выборов 2015 года. После реформы кантон был упразднён. Коммуны переданы с состав кантона Ванс (округ Ницца).